# ネクスパート法律事務所

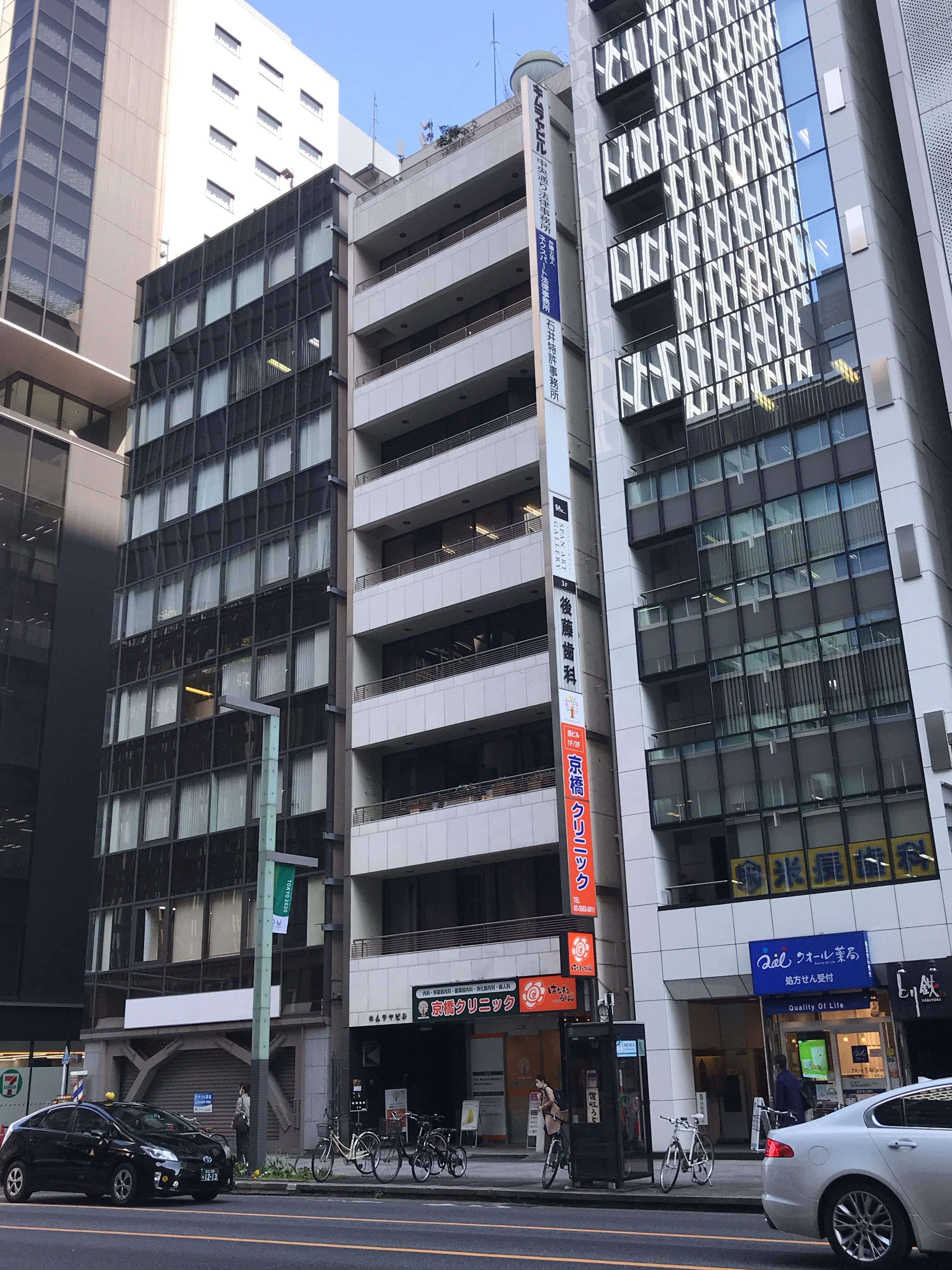
東京オフィスが入居するVORT東京八重洲（東京都中央区八重洲）

弁護士法人ネクスパート法律事務所（ねくすぱーとほうりつじむしょ、NEXPERT Law office）は、東京都中央区八重洲に所在する法律事務所。

## 概要
2016年に佐藤塁（東京弁護士会所属）と寺垣俊介（第二東京弁護士会所属）にて設立。
2022年11月現在、全国10拠点（東京 立川 横浜 大宮 西船橋 高崎 仙台 名古屋 福岡 那覇）にて展開。

## 業務分野
相続、離婚、不貞、交通事故、債務整理、刑事事件、不動産関連、企業法務、薬機法・医療法関連など。
企業法務に関しては、下記の対象が業務の主軸になっている。
1. IT、コンサルティング会社
2. 芸能、インフルエンサー関係の事務所や広告代理店
3. 健康食品や化粧品の販売会社
4. 医療・医薬品や病院・クリニック関係
5. Web3関連

## 所在地
・東京オフィス（主事務所）
東京都中央区八重洲一丁目3-18　VORT東京八重洲maxim7階
・横浜オフィス
神奈川県横浜市神奈川区沢渡3番地の1　東興ビル5階A
・神戸オフィス（※閉鎖）
兵庫県神戸市中央区三宮町一丁目4番4号　木口ビル8階
・立川オフィス
東京都立川市曙町2丁目32番2号　中山本社ビル5F-B
・大宮オフィス
埼玉県さいたま市大宮区桜木町2丁目335-1　レインボー大宮ビル305
・西船橋オフィス
千葉県船橋市葛飾町2-402-3　マルショウビル401
・高崎オフィス
群馬県高崎市東町85-3　須藤ビル5階
・仙台オフィス
宮城県仙台市青葉区中央4丁目6-1　SS30　21階
・名古屋オフィス
愛知県名古屋市中村区名駅南一丁目19番13号　AEビル4階
・福岡オフィス
福岡県福岡市博多区博多駅前4-20-17　フォンターナガーデン博多駅前3-3
・那覇オフィス
沖縄県那覇市松尾1-10-24　ホークシティ那覇ビル7階